# 慶文怡
慶文怡（1998年1月6日—2015年11月9日）是中國國家青年游泳隊的代訓運動員，北京人。

## 生平
曾於2014年11月短池世界盃200m蛙泳殺入過決賽，以2015年10月18－27日舉辦的第一屆全國青運會游泳比賽奪得女子100m同200m蛙泳冠軍，女子4×100米混合泳接力亞軍而聞名。

## 去世
中華人民共和國國家游泳隊於2015年11月2日宣佈在北京集中，按慣例來說，由於慶文怡剛好放假回來，加上未做過強烈或長時間運動。直到2015年11月8號下午同隊友會到游泳館游了不到1km，當晚深夜時分還在手機上聊得很盡興。 
但到9號凌晨3點多（UTC+8），國家隊宿舍的同屋隊友被慶文怡的一声大叫吵醒，趕緊開燈叫她，發現她已不省人事。緊急送往天壇醫院，經過1小時搶救之後宣告不治身亡，年僅17歲。事後震驚中國體壇，参加2016年里约奥运会成遗愿。
慶文怡也是中國大陸泳壇成立65年歷史以來，第一位猝死的運動員。

## 外部連結
- 17岁冠军猝死前一声尖叫 失独父母拒做尸检 （页面存档备份，存于） 腾讯体育 （2015-11-10）
- 庆文怡成就本不止青运会 女子蛙泳损失超新星 （页面存档备份，存于） 網易 （2015-11-10）
- 青运会游泳双料冠军庆文怡凌晨猝死，年仅17岁 （页面存档备份，存于） 人民网 （2015-11-10）